# Soaking Music
Soaking Music também conhecido como Soaking Prayer ou Soaking Worship Music, é um sub-gênero da música cristã, e é comumente usado para designar as músicas que são usados durante a oração contemplativa em casas de oração e outras "soaking" reuniões cristãs. A descrição geral engloba qualquer música cristã que é propício para esses tipos de encontros.